# Chronologie de l'invasion de l'Ukraine par la Russie (février 2025)
Cet article fait partie de la chronologie de l'invasion de l'Ukraine par la Russie et présente une chronologie des événements clés de ce conflit durant le mois de février 2025.
Pour les événements précédents, voir Chronologie de l'invasion de l'Ukraine par la Russie (janvier 2025).
Pour les événements suivants, voir Chronologie de l'invasion de l'Ukraine par la Russie (mars  2025).
- Invasion de l'Ukraine en cartes : l'évolution des combats semaine après semaine

## Chronologie des évènements

### 1erfévrier

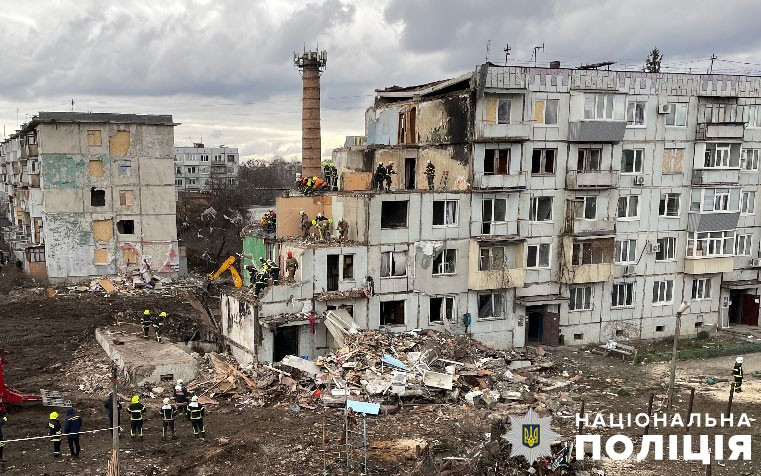
Quatorze morts et vingt blessé dans une attaque sur cet immeuble résidentiel de Poltava.

Les troupes russes ont attaqué un établissement scolaire servant de refuge pour des personnes âgées à Soudja, une ville de l'oblast de Koursk sous contrôle ukrainien.
Durant la nuit, les Russes ont mené une frappe combinée sur l'Ukraine avec des missiles de différents types et des drones d'attaque. Au total, 165 projectiles ont été détectés, :
- 7 missiles balistiques Iskander-M/KN-23 (zones de lancement : république autonome de Crimée, oblast de Voronej, Russie) ;
- 7 missiles de croisière Iskander-K (zones de lancement : République autonome de Crimée, oblast de Donetsk) ;
- 8 missiles de croisière Kh-22/32 (en) d'avions Tu-22M3 ;
- 8 missiles de croisière Kh-101/Kh-55SM de bombardiers stratégiques Tu-95MS;
- 10 missiles d'avion guidé Kh-59/Kh-69 d'un avion tactique (zone de lancement : oblast de Voronej) ;
- 2 missiles aériens guidés Kh-31P (depuis la mer Noire) ;
- 123 drones d'attaque Shahed de différents types (zones de lancement : Koursk, Orel, Millerovo, Briansk, Primorsko-Akhtarsk, cap Tchaouda).

### 2 février
Sergueï Efremov, vice-gouverneur du  kraï du Primorié , a été tué alors qu'il revenait des combats dans l'oblast de Koursk, après y avoir été attaché à la 155e brigade d'infanterie de marine de la Garde.
Dans la matinée, les Russes ont lancé une frappe de drones sur Kherson. Un des projectiles a touché une maison, il y a un mort et un blessé.
 Dans l'après midi ils ont largué une bombe aérienne guidée sur un immeuble résidentiel de Kherson, trois personnes ont été blessées.

### 3 février
En Russie, des drones attaquent la raffinerie de pétrole de Volgograd et l’usine de traitement du gaz d'Astrakhan. À Volgograd, les habitants ont compté au moins 50 explosions pendant la nuit, et un incendie se déclara à nouveau dans l'usine. À Astrakhan, selon les habitants, trois installations de la centrale, ainsi qu'un gazoduc, ont été touchés en même temps et un équipement de Gazprom a été attaqué,,. Armen Sarkissian (uk), fondateur du bataillon Arbat (en) qui avait combattu en Ukraine, a été tué avec un garde du corps par une bombe laissée dans le hall de sa résidence à Moscou,,. En Ukraine, un combattant anglais engagé aux côtés des Ukrainiens est tué par un drone russe.
Depuis six mois, Kherson est la cible quotidienne de bombardements menés par l'armée russe depuis l'autre rive du Dniepr. Une nouvelle forme d'attaque, surnommée  « safari » a vu le jour. Mais ce ne sont pas des animaux qui sont chassés, ce sont les hommes. Les drones terrorisent, traquent et abattent impitoyablement les civils dans les rues,,.
Sur la scène internationale, le nouveau président américain Donald Trump déclare qu'il conditionne une future aide américaine à l'Ukraine à un accès aux mines de terres rares, (uranium, titane, lithium, et graphite) du pays slave aux entreprises américaines.

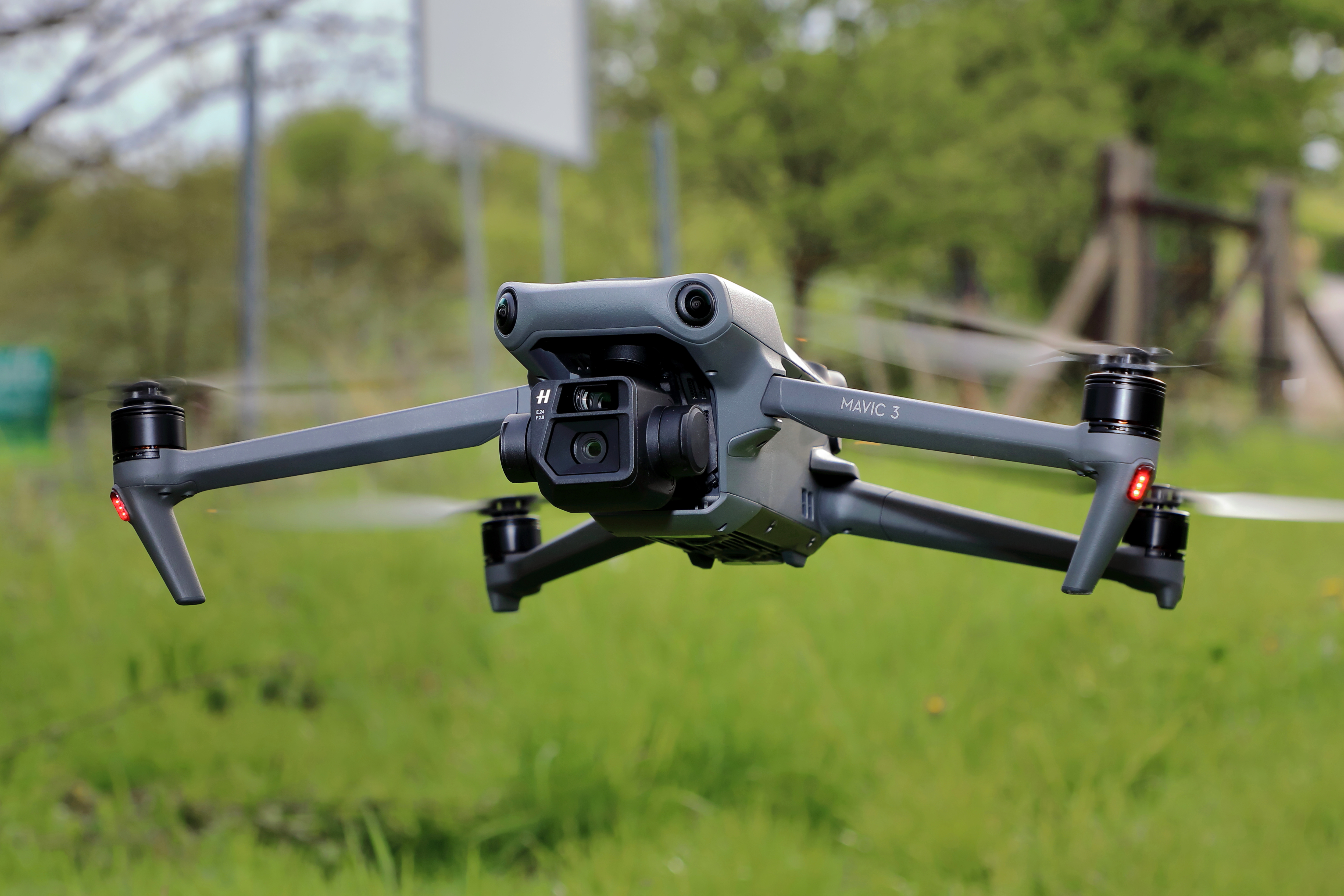
Un DJI Mavic, '’un des types de drones utilisés pour terroriser, traquer et abattre impitoyablement les civils dans les rues

### 4 février
Une attaque de missiles russes sur Izioum, fait 5 morts et 50 blessées,.
En janvier de cette année, le projet « Je veux trouver » a enregistré un nombre sans précédent de demandes. Pas moins de 8 548 requêtes concernant des militaires disparus de l'armée russe ont été soumises par leur famille. Ce chiffre mensuel constitue un record, dépassant de 22 % celui du mois précédent,.
Selon le président Volodymyr Zelensky, depuis le début de l'invasion russe, en février 2022, 45 100 soldats Ukrainiens auraient été tués et 390 000 blessés, mais que sur ce nombre, certains soldats ont pu être blessés plusieurs fois et que 300 000 à 350 000 soldats russes auraient été tués, 600 000 à 700 000 blessés et 50 000 à 70 000 disparus,

Destructions après l'attaque sur Izioum, le 4 février 2025
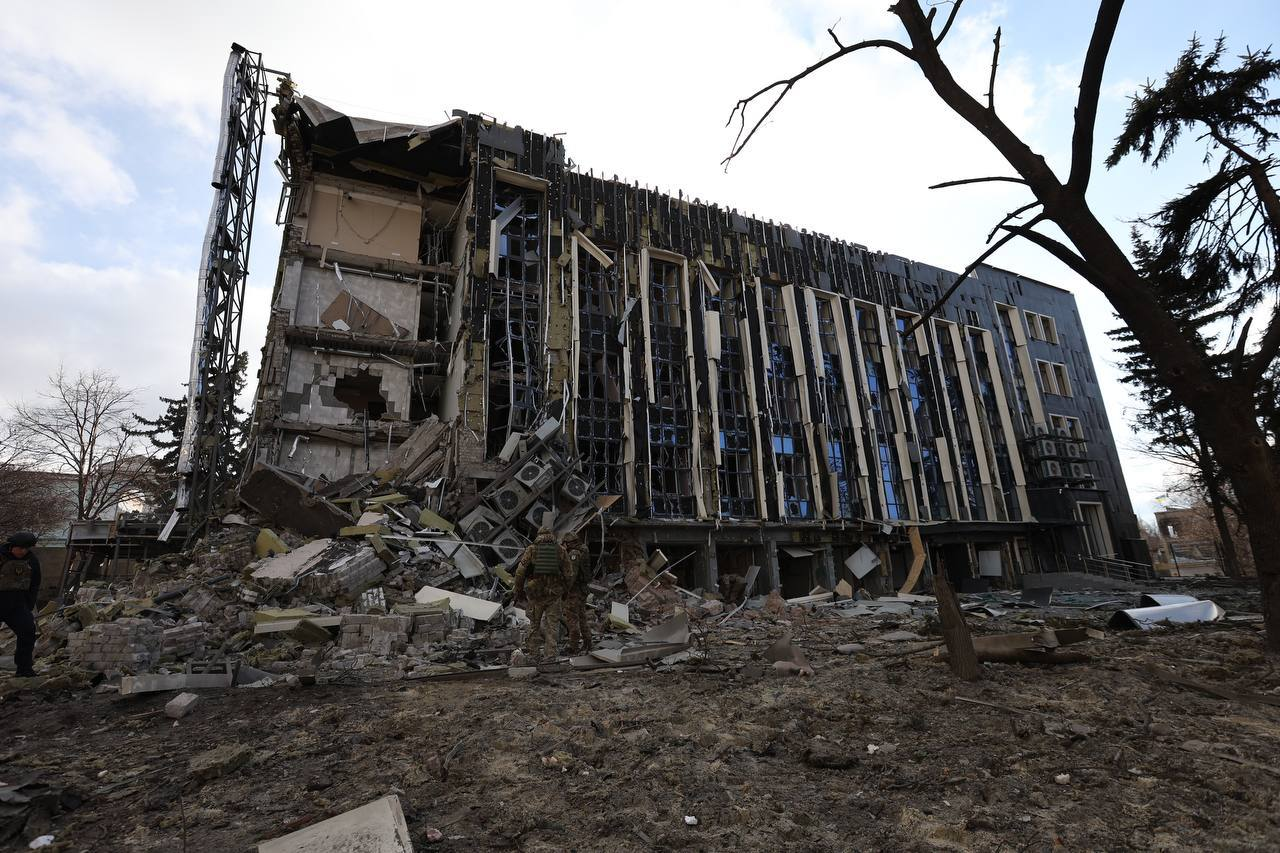
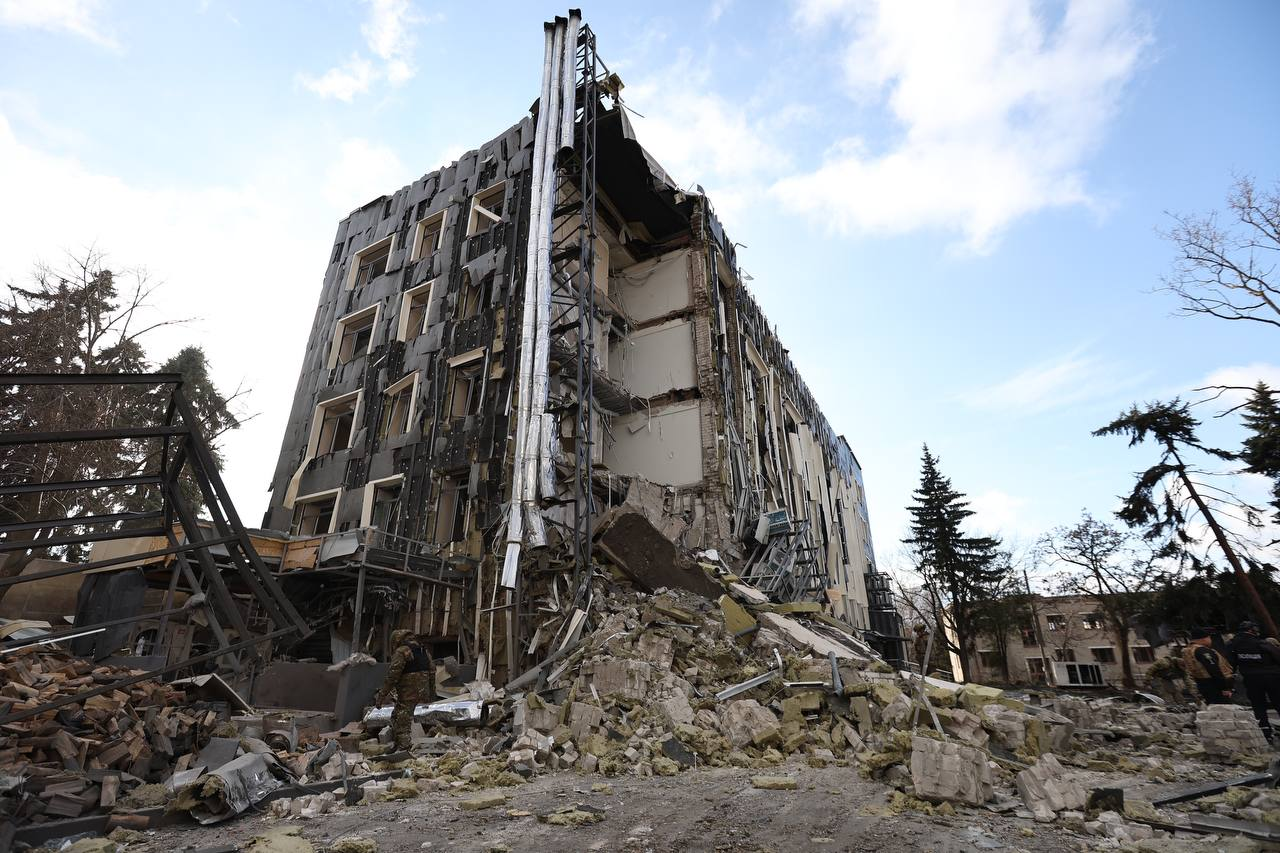
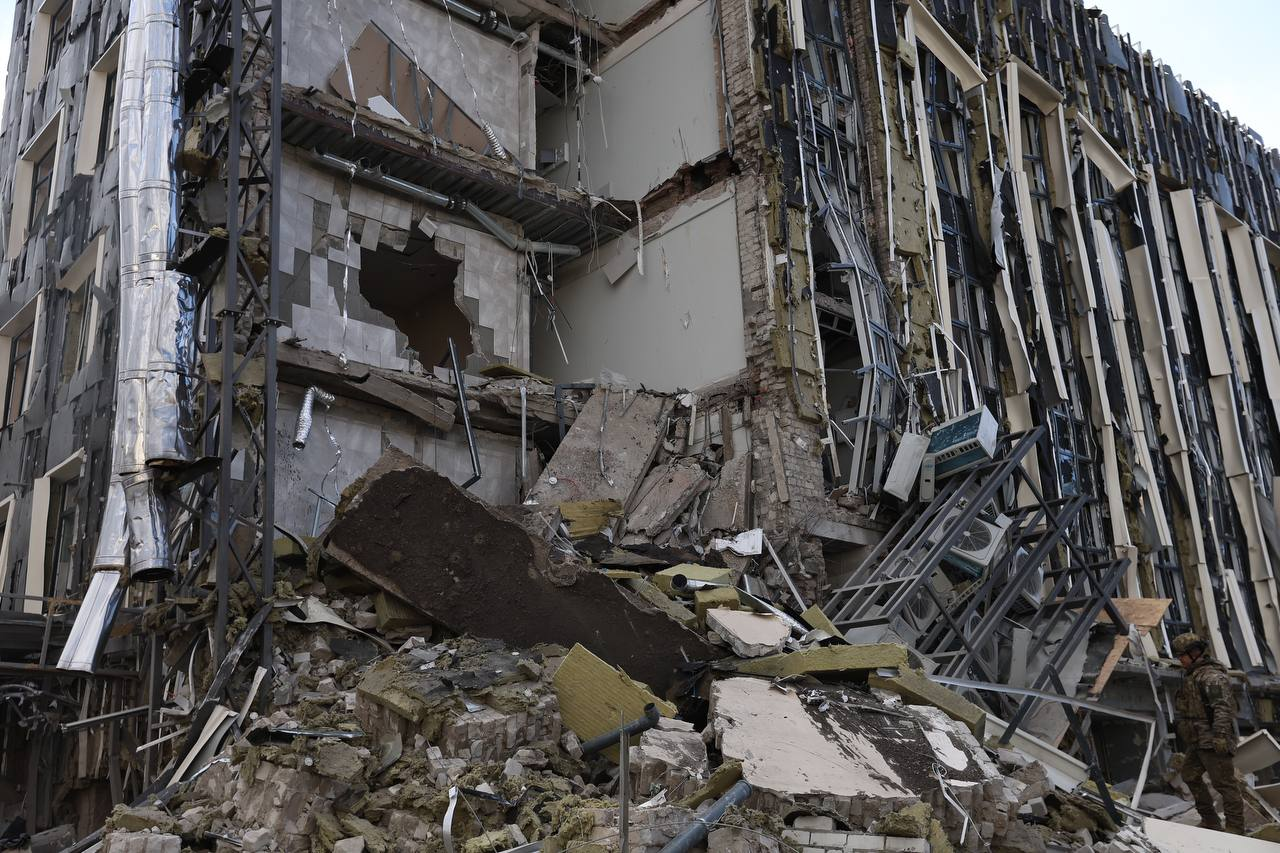
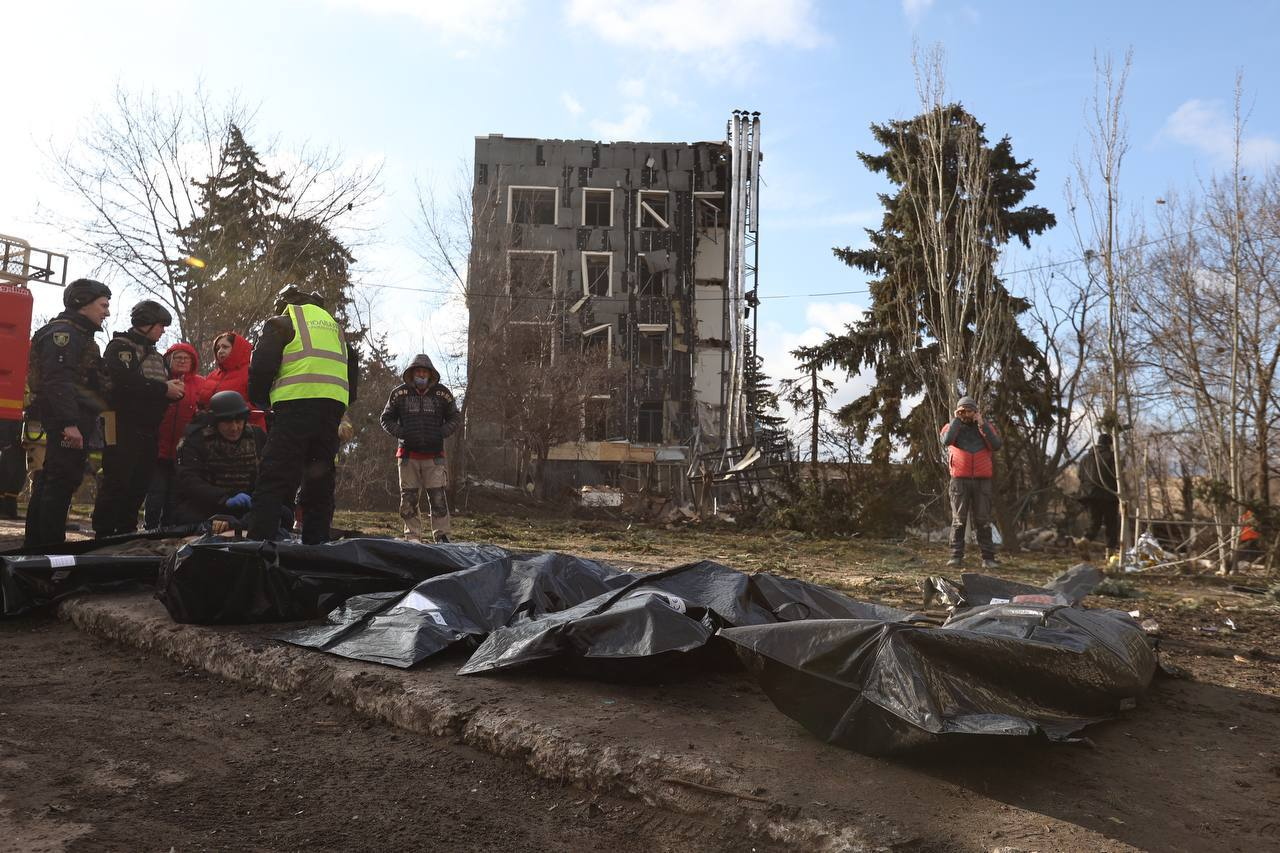

### 5 février
Selon les autorités locales, des attaques de drones près de la ville de Kherson, en Ukraine, ont fait plusieurs blessés,.
Dans un centre de recrutement pour l’armée dans l’ouest de l'Ukraine, une explosion fait un mort et quatre blessés,.
Veniamin Kondratiev, le gouverneur russe du kraï de Krasnodar, affirme que des drones ukrainiens ont mis le feu à un réservoir de stockage de pétrole dans un dépôt pétrolier, dans le village de Novominskaya,. Un système antiaérien Bouk-M3 aurait également été endommagé par des drones ukrainiens dans l'oblast de Zaporijjia

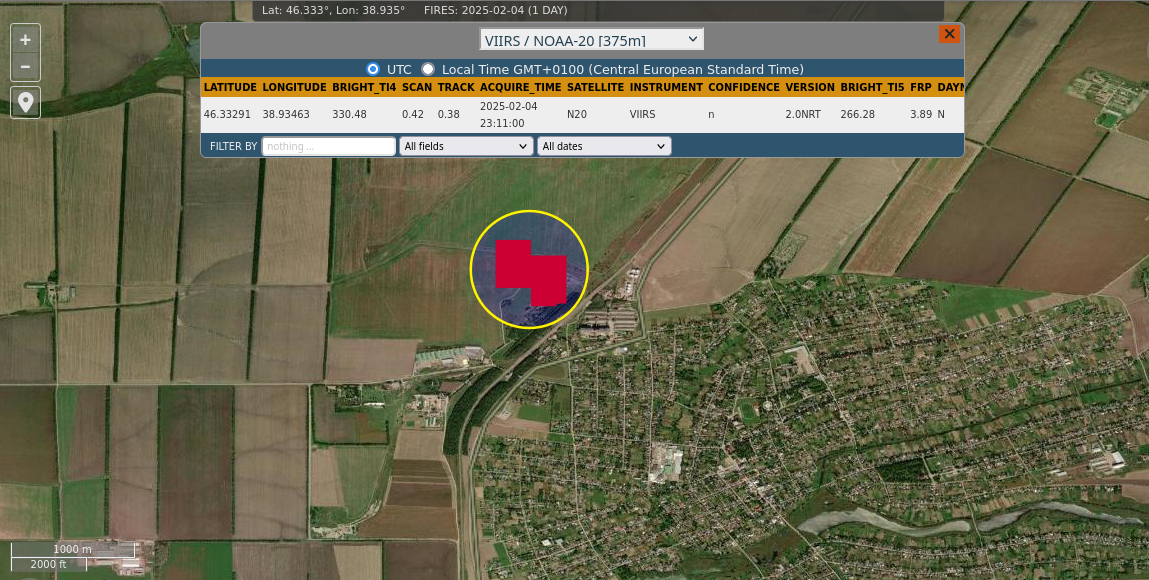
Les FIRMS (en) de la NASA ont détecté un incendie dans une raffinerie de Novominskaya le 4 février 2025 à 23:11:00 (UTC))

### 6 février
Le ministre français des Armées Sébastien Lecornu annonce la livraison de chasseurs mirage 2000 à l'armée ukrainienne, précisant que des pilotes ukrainiens ont été formés en France pour les piloter. Si le nombre d'avions de combat livrés n'est pas précisé par le gouvernement français, un rapport budgétaire de l'Assemblée national évoque une livraison de six appareils. Remerciant son homologue français, le gouvernement ukrainien déclare avoir également reçu des avions de combat F-16 de la part des Pays-Bas, qu'il remercie également.
L’armée ukrainienne annonce avoir frappé la base aérienne de Primorsko-Akhtarsk, dans le kraï de Krasnodar, en Russie, provoquant un incendie,.
Vadym Soukharevsky, commandant des forces ukrainiennes de systèmes sans pilote, a déclaré que le laser ukrainien Tryzoub (Trident) était utilisé de manière opérationnelle sur le champ de bataille et « frappait déjà certaines cibles à certaines altitudes ». Cette arme a une portée opérationnelle de deux kilomètres,,.
Les forces ukrainiennes ont lancé une nouvelle offensive dans l'oblast de Koursk, s'emparant des villes de Kolmakov et Fanaseyevka,. La Russie a affirmé avoir repoussé l’offensive au sud-est de Soudja, dans les villages d'Oulanok et de Tcherkasskaïa Konopelka. La Russie a affirmé que les forces ukrainiennes avaient déployé « deux bataillons mécanisés, des chars et des véhicules blindés » dans l'attaque.

### 7 février
Le président Zelensky déclare que les troupes nord-coréennes ont été redéployées dans l'oblast de Koursk, Russie. Environ 60 000 soldats sont actuellement déployés contre les unités ukrainiennes à Koursk,.
Ukraine, les forces russes affirment avoir pris Toretsk, oblast de Donetsk, ce que l'armée ukrainienne nie,,.

### 8 février
Des drones ont attaqué une station de pompage de pétrole dans la banlieue de Tchertkovo, dans l'oblast de Rostov en Russie.

### 9 février
L'armée russe a de nouveau impliqué l'armée nord-coréenne dans la conduite d'assauts dans la région de Koursk. Les unités de la 47e brigade mécanisée, ainsi que les formations adjacentes, ont arrêté un assaut massif sur les positions des défenseurs ukrainiens dans l'oblast de Koursk, où les russes ont utilisés de nouvelles tactiques. Selon la brigade, si auparavant les russes et coréens avaient mené des assauts avec l'implication de véhicules blindés, cette fois l'assaut s'est déroulé sans équipement, avec l'implication de l'infanterie uniquement. Les attaques de l'infanterie ont eu lieu en plusieurs vagues, qui ont été détruites par l'artillerie et les drones ukrainiens. L'assaut a duré environ 16 heures, à la suite de quoi les attaques ont été repoussées par des unités des forces de défense ukrainiennes. Dans cet assaut, les attaquants ont subi des pertes importantes, qui s'élèveraient à au moins l'équivalemment d'une compagnie.

### 10 février
Le président américain a déclaré aux journalistes que l'Ukraine avait « accepté en principe » de fournir aux États-Unis l'accès à l'extraction de minéraux précieux sur son territoire en échange d’une aide. 
La raffinerie de pétrole Afipsky, dans le kraï de Krasnodar, a été attaquée par des drones ukrainiens et un immeuble de grande hauteur à Krasnodar a été endommagé.
Un F-16AM a été repéré volant à basse altitude au-dessus de l'Ukraine. Le F-16 n'était pas équipé de missiles air-air mais d'un chargement complet de GBU-39. Il s’agit de la première vidéo d'un F-16 ukrainien utilisé dans le cadre d’une mission de frappe, au lieu d’être utilisé pour la défense aérienne.

### 11 février
Des drones ukrainiens ont attaqué de nuit la base aérienne de Millerovo, qui sert de base à l'aviation de première ligne pour soutenir l'infanterie russe. Des drones ont également attaqué la base aérienne Engels-2. Des explosions ont également été entendues dans le raïon de Tchertkovo dans l'oblast de Rostov, et des drones ont également attaqué la raffinerie de Saratov,,.
Le ministère de la défense sud-coréen affirme que la Corée du Nord a livré à la Russie « quelque 11 000 militaires, des missiles, 200 pièces d'artillerie à longue portée et une quantité substantielle de munitions ».
Le président Trump a annoncé qu'il enverrait le secrétaire au Trésor Scott Bessent en Ukraine pour rencontrer Zelenskyy afin de discuter de la fin de la guerre entre la Russie et l'Ukraine, y compris la question de l'extraction américaine de minéraux clés dans la région. Reuters a rapporté que l'administration Trump envisageait des moyens de continuer à fournir des armes à l'Ukraine sans augmenter de manière significative les dépenses américaines. L'un des moyens était d'encourager les alliés européens à acheter davantage d'armes américaines pour l'Ukraine
Volodymyr Zelensky a mentionné la perspective d'un échange de territoires avec la Russie.

### 12 février
La 63e brigade mécanisée ukrainienne affirme avoir détruit un lance-roquettes anti-sous-marin russe Smerch-2 dans le secteur de Lyman sur le front de Donetsk.
Un drone d'attaque russe a été intercepté par un missile Vampire, tiré par APKWS (en) au-dessus de l'espace aérien ukrainien.
Le président américain Donald Trump a déclaré que les négociations visant à mettre fin à la guerre en Ukraine commenceraient immédiatement après avoir eu un appel téléphonique avec le président russe Vladimir Poutine.

Trump indique avoir eu une « conversation téléphonique longue et très productive » avec Vladimir Poutine, durant laquelle tous deux ont convenus de commencer à négocier « immédiatement » sur l'Ukraine. Trump a ensuite téléphoné à Volodymyr Zelensky,
Pete Hegseth, le nouveau secrétaire à la défense américain, a indiqué que les Etats-Unis n'enverront pas de troupes en Ukraine dans le cadre d'un éventuel accord de paix et juge irréaliste un retour de l'Ukraine à ses frontières d'avant 2014, ce qui exclut le territoire de la Crimée.

### 13 février
L'aciérie Novolipetsk (ru) de Lipetsk a été attaquée par des drones ukrainiens.
Volodymyr Zelensky a imposé des sanctions à plusieurs oligarques et individus, dont l'ancien président Petro Porochenko, Viktor Medvedtchouk, Konstantin Zhevago (uk)Kostyantyn Zhevago, Ihor Kolomoïsky et Gennady Bogolyubov (uk), soupçonnés de « haute trahison » et d'« assistance à une organisation terroriste », en particulier leur rôle dans la compromission de la sécurité nationale par le biais d'accords commerciaux défavorables avec la Russie.
Selon l'ISW, Poutine, n’est « pas enclin à faire de compromis dans le cadre de négociations de paix ».
Selon Pete Hegseth, le secrétaire à la Défense des États-Unis, l'initiative de Donald Trump et de Vladimir Poutine de lancer des négociations immédiates pour l'Ukraine n'est pas une trahison envers Kiev,.
Trump affirme que l'Ukraine fera bien partie des négociations pour mettre un terme à la guerre avec la Russie, et affirme que Poutine, « veut la paix. Je pense qu'il me le dirait s'il ne le voulait pas » a t'il ajouté.

Marco Rubio, secrétaire d'État américain espère parvenir à un accord sur les minerais rares ukrainiens « afin de rembourser le contribuable américain pour les milliards de dollars qui ont été dépensés dans ce pays ».
L'Ukraine annonce avoir perdu 200 km2 depuis le mois novembre dernier dans l'oblast russe de Koursk et qu'elle ne contrôle plus que 500 km2, qu’elle compte utiliser comme territoire d'échange avec la Russie.
Une femme de 58 ans et un ambulancier de 62 ans ont été tués, dans une attaque de drone russe qui a ciblé leur véhicule dans le raïon de Dnipro de la ville de Kherson

### 14 février
Les forces armées russes annoncent la capture de deux localités dans l'oblast de Donetsk : Datchnoïe et Zelionoïe Pole. Le ministre russe de la Défense, Andreï Belooussov, a remercié le commandement et les militaires dans un communiqué.
Le président français, Emmanuel Macron met en garde contre une paix qui serait une « capitulation » de l'Ukraine et indique que « seule » l'Ukraine peut « négocier avec la Russie » pour ce qui relève de sa souveraineté et de son intégrité territoriale,.
Le vice-président américain J. D. Vance affirme que dans le cadre de la paix, il y a « plusieurs configurations mais nous avons à cœur l'indépendance souveraine de l'Ukraine », ajoutant que pour faire levier sur la Russie, « il y a les moyens de pression économique », mais également des moyens de pression militaire »
Ioulia Navalnaïa la veuve d'Alexeï Navalny, mort en prison en 2024, affirme : « cela ne sert à rien d’essayer de négocier avec Vladimir Poutine, car il mentira, trahira et changera les règles à la dernière minute pour forcer à jouer à son jeu »
L'enveloppe protectrice de la centrale nucléaire de Tchernobyl a été frappée par un drone russe,,,.

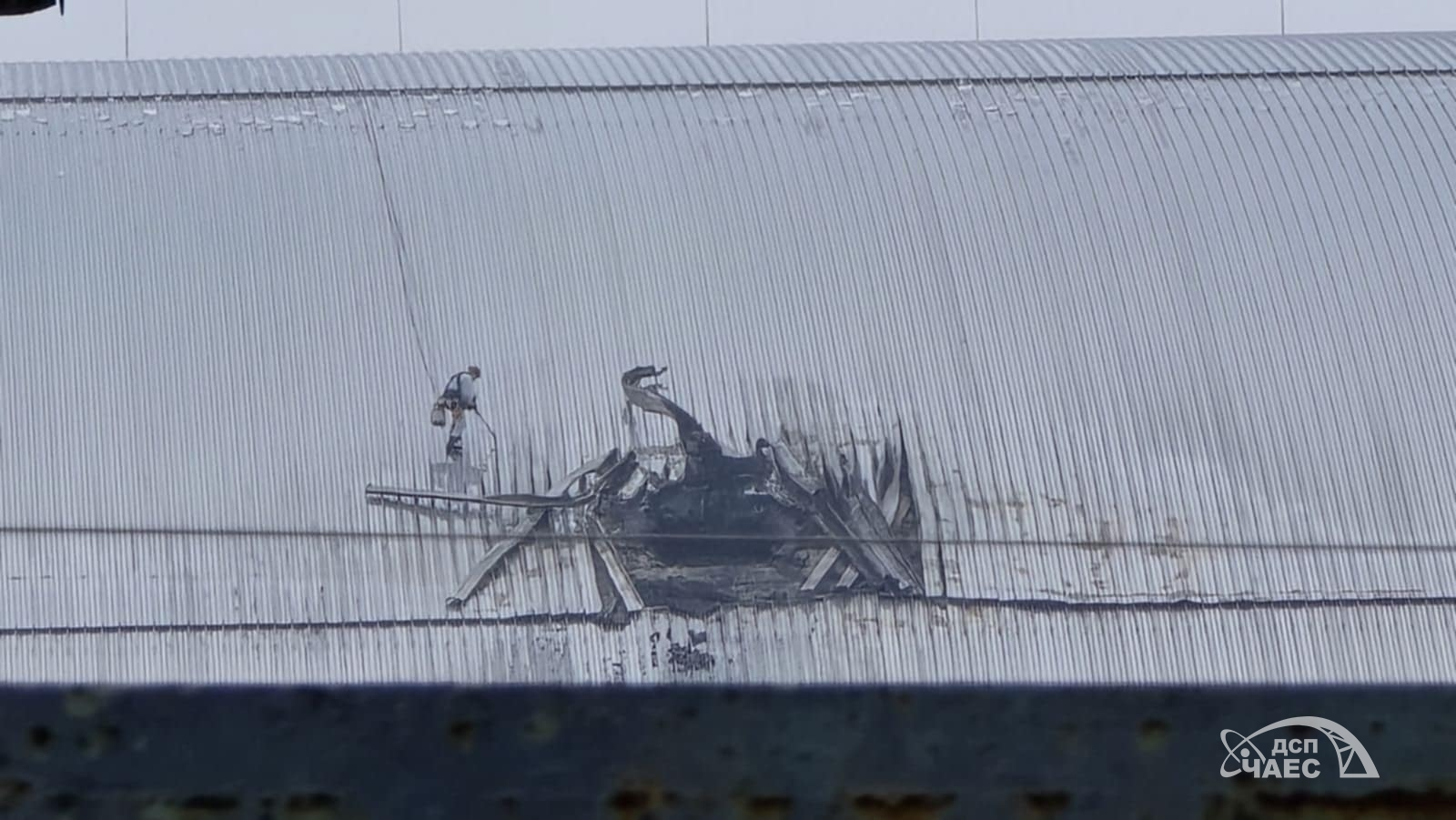
L'enveloppe protectrice de la centrale nucléaire de Tchernobyl frappée par un drone russe

### 15 février
Le chef de l'Union chrétienne-démocrate d'Allemagne et futur chancelier fédéral, Friedrich Merz, soutient la fourniture de missiles Taurus à l'Ukraine, contrairement à l'actuel chancelier fédéral Olaf Scholz, membre du Parti social-démocrate d'Allemagne (SPD).
Le président ukrainien Volodymyr Zelensky annonce avoir refusé de signer un accord avec les États-Unis portant sur des minerais ukrainiens, estimant qu'il ne « protégeait pas à ce stade son pays et qu'iln'avait pas autorisé les ministres à signer l'accord parce qu'il n’est pas prêt et qu'il ne nous protège pas ».

### 16 février
La Russie a lancé des attaques de drones en Ukraine, blessant au moins une personne et endommageant une centrale thermique à Mykolaïv, laissant au moins 100 000 personnes sans chauffage alors que les températures descendent en dessous de zéro. L'Ukraine affirme avoir abattu 95 des 143 drones et en avoir déstabilisé 46 autres par des contre-mesures électroniques.
Les forces ukrainiennes affirment avoir repris le village de Pischane près de Pokrovsk.
Volodymyr Zelensky déclare que plus de 46 000 soldats ukrainiens ont été tués et que près de 380 000 ont été blessés depuis le début de l'invasion russe en 2022.
La 65e brigade mécanisée ukrainienne affirme avoir détruit un système de missiles Tor et deux systèmes de missiles Bouk à l'aide de drones lors de combats dans l'oblast de Zaporijjia.
Les soldats de la 47e brigade mécanisée, ainsi que des unités adjacentes, ont repoussé avec succès un assaut massif de la 155e brigade de marines russe dans l'oblast de Koursk. Les forces armées russes ont tenté de reprendre la ferme Nikolsky dans l'oblast de Koursk. Ils attaquaient sous les drapeaux de l'URSS, et étaient équipés de presque tous les véhicules blindés.
Selon l'ISW, le commandement russe a transféré en priorité des unités supplémentaires de la 8e armée interarmes du district militaire sud en direction de Toretsk et de l'est de Pokrovsk, ce qui indique en outre que le commandement russe a l’intention de faire pression sur Kostiantynivka, le point le plus méridional de la « ceinture de forteresses » ukrainienne, en priorité, en 2025. L'armée russe s'est efforcée pendant des années de s'emparer de la « ceinture de forteresses » ukrainienne dans la région de Donetsk, ce qui a une fois de plus souligné le désintérêt apparent de Poutine pour une paix durable avec l'Ukraine. Pendant ce temps, les troupes ukrainiennes avançaient en direction de Toretsk, et les forces armées russes avançaient dans la région de Koursk en direction de Koupiansk, Siversk et Kourakhove

### 17 février
Selon l'ISW, la Russie a réitéré ses demandes à l'Ukraine de transférer des territoires supplémentaires dans l'est et le sud de l'Ukraine et de dissoudre les troupes ukrainiennes à l'avenir, démontrant ainsi que la Russie n'est pas disposée à faire des concessions territoriales dans de futurs pourparlers de paix. Pendant ce temps, les forces armées russes avançaient en direction de Toretsk, Pokrovsk, Kourakhove et Velyka Novossilka. Le ministère russe de la Défense a déclaré que les forces armées russes avaient repris le village de Sverdlikovo dans l'oblast de Koursk.
L'Ukraine indique dit avoir repoussé huit assauts russes dans la zone de l'embouchure du Dniepr, dans l'oblast de Kherson
Le président italien, Sergio Mattarella, a comparé l'agression russe contre l'Ukraine au troisième Reich, provoquant la fureur de Moscou
Plus de 10 000 Ukrainiens, âgés de 18 à 24 ans, ont demandé à rejoindre l'armée ukrainienne, selon un porte-parole du ministère ukrainien de la Défense. Les « contrats spéciaux » contiennent un enseignement supérieur gratuit, des prêts hypothécaires sans intérêt et un salaire annuel de 1 million de hryvnias (24 000 euros).
La 156e brigade mécanisée (en) ukrainienne a reçu quelque 100 BTR-60 de Bulgarie qui avaient été révisés et modernisés avec de nouveaux moteurs, des radios, des optiques et des filets anti-drones

### 18 février
Les forces armées ukrainiennes ont détruit une unité d'artillerie M-1978 Koksan de fabrication nord-coréenne,.
La Russie a commencé la production du turboréacteur Shahed 238 (que les Russes appellent Geran-3) avec une portée de 2 500 km et une vitesse allant jusqu'à 600 km/h.
À Donetsk, des drones ukrainiens ont détruit un système de missiles S-350 (en), considéré comme le troisième de la guerre détruit à ce jour. Seuls six sont connus pour être en service.
Des négociations ont eu lieu en Arabie saoudite entre des représentants de la Russie et des États-Unis. La délégation américaine comprenait le Secrétaire d'État des États-Unis Marco Rubio, le représentant spécial des États-Unis pour le Moyen-Orient Steve Witkoff et le conseiller à la sécurité nationale du président Michael Waltz. La délégation russe était conduite par le ministre des Affaires étrangères Sergueï Lavrov. Iouri Ouchakov, conseiller de Poutine pour les affaires internationales, est également présent à la réunion,. « La guerre entre l'Ukraine et la Russie doit se terminer dans des conditions qui conviennent aux deux parties. Ce n'est que dans ce cas que la paix sera durable », a déclaré le secrétaire d'Etat américain Marco Rubio lors d'un briefing.
Trump déclaré que l'Ukraine devrait organiser des élections et blâme les dirigeants militaires de Volodymyr Zelensky, qui auraient un « soutien de 4 % », de la guerre. Trump a décrit la destruction de l’Ukraine en termes exagérés, affirmant à tort que la plupart des villes ukrainiennes avaient été « réduites en miettes », affirmant qu’un accord rapide au début de la guerre aurait pu donner à l’Ukraine « presque tout le pays, et personne ne serait mort, et aucune ville n’aurait été détruite ». Vous avez maintenant une direction qui a permis à la guerre de continuer ». Trump a également affirmé (à tort) : « Aujourd’hui j'ai entendu des Ukrainiens : « oh nous n'étions pas invités ». Et bien, vous avez été là depuis trois ans. Vous auriez dû y mettre un terme il y a trois ans. Vous n’auriez jamais dû la commencer cette guerre. Le président Zelensky m’a dit la semaine dernière qu’il ne savait pas où était la moitié de l’argent qu’on leur a donné. Nous avons une situation où nous n’avons pas eu d’élections en Ukraine, où nous avons une loi martiale (…) et où le dirigeant de l’Ukraine – je suis désolé de le dire – est à 4 % d’opinions favorables. »,,,.

### 19 février
Au moins une personne est tuée, et 14 autres blessées dans des frappes de missiles et de drones russes à travers l'Ukraine. À Odessa, à la suite d'une attaque de drone russe, 13 écoles, 1 jardin d'enfants, plusieurs hôpitaux et plus de 500 maisons se sont retrouvés sans électricité ni chauffage. Une clinique pour enfants et un jardin d’enfants ont été lourdement endommagés,,.
Le président Zelensky a déclaré que l'Ukraine était « dangereusement à court » de missiles Patriot. Citant un appel avec un « commandant sur le terrain », Zelensky cherche à obtenir une licence pour construire des missiles Patriot en Ukraine et 20 systèmes Patriot supplémentaires.
La porte-parole du gouvernement français, Sophie Primas, déclare la charge de Donald Trump reprochant à « Volodymyr Zelensky d'avoir commencé la guerre et d'être très impopulaire » s'inscrit dans une série de propos « peu compréhensibles », dont « on cherche la cohérence dans le temps. Après trois ans de combats contre l'invasion russe, la cote de confiance de Volodymyr Zelensky s'élève à 57 %, et non à 4 %, comme l'a affirmé Trump.
 Trump a ajouté : « Zelensky (…) refuse d’organiser des élections, (…) et la seule chose à laquelle il était bon, c’était de manipuler Biden. Dictateur sans élection, Zelensky ferait bien de réagir rapidement sans quoi il n'aura plus de pays. En attendant, nous négocions avec succès la fin de la guerre avec la Russie, quelque chose que tous admettent que seul Trump et l'administration Trump peuvent faire. J'aime l'Ukraine, mais Zelensky a fait un boulot épouvantable, son pays est dévasté, et des Millions de personnes sont mortes inutilement – Et ça continue… »,. La ministre des affaires étrangères allemande, Annalena Baerbock, a qualifié les propos de Trump de « complètement absurdes », le vice chancelier, Robert Habeck, a qualifié l'intervention du président américain de « choquante et qu'il s'agissait d'une distorsion de la réalité sans précédent et extrêmement dangereuse » et le chancelier que les propos de Trump étaient « tout simplement faux et dangereux de nier au président Zelensky sa légitimité démocratique ».
Après que l'administration de Donald Trump ait fait savoir qu'elle attendait de Kiev l'accès à 50 % des minerais stratégiques ukrainiens, en compensation de l'aide militaire et économique américaine, le président ukrainien a refusé de signer un accord proposé par les États-Unis concernant les ressources en minerais de son pays indiquant que l'Ukraine n'était « pas à vendre ».

### 20 février
Une sous-station électrique qui alimentait la station de pompage de pétrole de Novovelichkovskaya dans le kraï de Krasnodar a été attaquée par des drones du SBU, provoquant un incendie et l'arrêt de la raffinerie,.
Volodymyr Zelensky a rencontré le représentant spécial du président américain pour l'Ukraine et la Russie, Keith Kellogg, en visite à Kiev, pour discuter en détail de la situation sur le front, des moyens de rapatrier tous les prisonniers de guerre et des garanties de sécurité efficaces. Zelensky a déclaré que l'Ukraine était prête à conclure un accord fort et bénéfique avec les États-Unis sur les questions d'investissement et de sécurité. Il a également suggéré la façon la plus rapide et la plus constructive d'obtenir des résultats. Il a décrit la rencontre avec Kellogg comme une « restauration de l'espoir ». Le porte-parole de la présidence, Serhiy Nikiforov, a déclaré que l'Ukraine n'avait pas tenu de conférence de presse conjointe avec Kellogg et n'avait pas publié de communiqué conjoint à la demande de la délégation américaine.
Le président brésilien, Luiz Inácio Lula da Silva a indiqué : Citation|La démocratie conquise après la Seconde Guerre mondiale est un paramètre et un exemple de la meilleure gouvernance que nous ayons eue au cours des soixante-dix dernières années, mais Trump, par sa façon d’agir, essaie de se poser en empereur du monde. Trump a été élu pour gouverner les États-Unis, pas pour gouverner le monde.
Des masques de pilotage de drones en vue subjective (FPV) russes, contenant entre 10 grammes et 15 grammes d'explosif de type C-4 ont explosé quand ils ont été allumés. On ne sait pas s'il y a eu des blessés ou des morts.

### 21 février
Les forces russes se sont emparées du village d'Ulakly (uk) après la fermeture de la poche à l'ouest de Kourakhove.
121 affrontements ont opposé les armées russe et ukrainienne, au cours de la journée d'hier.

### 22 février
À l'Assemblée générale de l'ONU, les États-Unis ont proposé un projet de résolution qui réclame « une fin rapide » du conflit en Ukraine en oubliant de faire mention du respect de l'intégrité territoriale du pays,.
Évoquant des montants supérieurs à ceux publiés par le département de la défense américain en janvier Trump a indiqué : « Les États-Unis ont donné 350 milliards de dollars parce que nous avions un président et une administration stupides et incompétents… L'Europe a donné 100 milliards, sous forme de prêt. Ils récupèrent leur argent. Nous l'avons donné sans rien en retour. Donc je veux qu'ils nous rendent quelque chose pour tout l’argent que nous avons mis. Et je vais essayer de régler la guerre, et je vais essayer de mettre fin à toutes ces morts. Donc nous demandons des terres rares et du pétrole, tout ce que nous pouvons obtenir. »

### 23 février
Le Conseiller de Poutine, Dmitri Peskov, a affirmé : « la Russie ne cédera jamais les territoires ukrainiens qu'elle occupe ».
En raison de tensions avec Donald Trump et Elon Musk, l'Ukraine cherche a développer une alternative à Starlink pour ses communications militaires. Le ministre ukrainien de la Défense a confirmé l'existence de solutions alternatives, et Eutelsat se prépare à prendre le relais avec l'envoi de terminaux supplémentaires. L'Union européenne travaille également sur des solutions comme les projets IRIS² et GovSatCom,.
Zelensky déclare qu'il est prêt à démissionner de son poste de président en échange de la paix ou de l'adhésion à l'OTAN,.

### 24 février
L'armée ukrainienne affirme avoir mis le feu à la raffinerie de pétrole de Riazan à la suite d'une frappe de drone

### 25 février
13 % du parc immobilier du pays a été touché ce qui impacte 2,5 millions de ménages ukrainiens, le coût de la reconstruction est évalué à 500 milliards d'Euros par un rapport de l'ONU et la Banque mondiale.
Les forces ukrainiennes ont détruit un système de missiles S-300V4 TELAR dans l'oblast de Zaporijjia à l'aide d'un drone bombardier.
L'Irlande a fait don de quatre Giraffe Mk IV (en) lors de sa première livraison d’équipement militaire à l'Ukraine.

### 26 février
L'armée de l'air des forces armées ukrainiennes ont attaqué le centre de contrôle des drones russes du 503e régiment de fusiliers motorisés de la 19e division de fusiliers motorisés de la 58e armée dans le village de Nesteryanka (uk), dans l'oblast de Zaporijjia.
Les services de renseignement ukrainiens ont rapporté que des agents du renseignement avaient attaqué le poste de commandement du 14e corps d'armée russe dans l'oblast de Kherson. L'attaque a été menée à l’aide d'une charge explosive provenant d'un drone près du village d'Ivanivka dans l'oblast de Kherson. Pendant ce temps, le 412e régiment de systèmes sans pilote a détruit un système de missiles antiaériens russe Strela-10M4 dans l'oblast de Louhansk.
Volodymyr Zelensky a déclaré que les garanties de sécurité sur lesquelles l'Ukraine comptait n'étaient pas spécifiées dans l'accord minier avec les États-Unis, mais qu'elles seraient discutées lors des futurs cycles de négociations avec les États-Unis et d'autres alliés. Bien que l'accord ne contienne pas de garanties de sécurité spécifiques, il a déclaré que le gouvernement américain « soutient les efforts de l'Ukraine pour obtenir les garanties de sécurité nécessaires à l'établissement d'une paix durable ». Zelensky a déclaré : « J'ai demandé que tout cela fasse partie des garanties de sécurité futures de l'Ukraine », ajoutant qu'il voulait « qu'au moins une phrase sur les garanties de sécurité pour l'Ukraine figure dans l'accord ».

### 27 février
Lors d'une conférence de presse conjointe avec le président américain à la Maison-Blanche, le premier ministre britannique Keir Starmer a indiqué : « Un slogan célèbre existe au Royaume-Uni, de l'après seconde guerre mondiale, qui dit nous devons gagner la paix et c'est ce que nous devons faire maintenant, car cela ne peut pas être une paix qui récompense l'agresseur ou encourage des régimes comme l'Iran »
Des dizaines de drones ukrainiens ont frappé un dépôt de munitions russe à Kourtchatov, dans l'oblast de Koursk
La Corée du Nord a envoyé des unités militaires supplémentaires dans l'oblast de Koursk pour lutter contre les forces armées ukrainiennes. Les services de renseignement sud-coréens ont révélé qu’entre 1 000 et 3 000 soldats de la RPDC sont arrivés dans l'oblast de Koursk de janvier à février dans le cadre de la deuxième phase du déploiement des troupes de la RPDC,.
L'Institut pour l'étude de la guerre (ISW) rapporte que le président russe Vladimir Poutine et de hauts responsables continuent de rejeter les conditions de négociation des États-Unis et d'exiger que l'Ukraine cède des territoires que la Russie n'occupe pas, affirmant que le Donbass et la « Novorossiya » font partie intégrante de la Russie,,,,.

### 28 février
L'armée ukrainienne affirme avoir détruit un dépôt de munitions thermobariques russe près de Selydove, dans l'oblast de Donetsk.
Le président ukrainien Volodymyr Zelensky a rencontré à la Maison-Blanche à Washington le président Trump et le vice-président J. D. Vance, pour une réunion bilatérale dans le Bureau ovale afin de signer l'accord sur les ressources minérales. La réunion s'est terminée brusquement et l'accord sur les ressources n'a pas été signé,,,.

### Mars 2025
Pour les événements suivants, voir Chronologie de l'invasion de l'Ukraine par la Russie (mars  2025).